# Lukka
Lukka je hetitski izraz, ki se je od 2. tisočletja pr. n. št. nanašal na skupino držav, ki so jih ustanovili Lukanci na jugozahodu Anatolije. Lukko so imeli  Hetiti za sovražno državo, vendar ni bila nikoli dolgo pod njihovo  oblastjo. Na splošno velja, da je Lukka istovetna z Likijo v klasični antiki (8.-5. stoletje pr. n. št).
Geografijo  Lukke obravnavata dve  povsem različni hipotezi. Maksimalistično hipotezo podpira Trevor Bryce, ki se naslanja na zapise iz bronaste dobe. Iz njih je mogoče zaključiti, da se je raztezala od zahodne meje Pamfilije preko Likaonije, Pizidije in Likije.  Minimalistično hipotezo podpira Ilya Yakubovich in jo utemeljuje z jezikovno analizo besedil. Yakubovich  ugotavlja prisotnost bronastodobnih lukanskih naselij samo v Likiji in nikjer drugje v Anatoliji ali izven nje. 
Vojaki iz Lukke so se v slavni bitki pri Kadešu okoli leta 1274 pr. n. št. borili na hetitski strani proti faraonu  Ramzesu II. Stoletje kasneje se je Lukka obrnila proti Hetitom, zato jo je Šupiluliuma II. poskušal uničiti. Lukka je nazadnje prispevala svoj delež k propadu Hetitskega cesarstva v 12. stoletju pr. n. št.
Lukka je v staroegipčanskih zapisih omenjana kot eno od Ljudstev z morja, ki so v 12. stoletju pr. n. št. napadala Egipt in vzhodno Sredozemlje.